# Rhodopidae
Rhodopidae är en familj av snäckor. Rhodopidae ingår i ordningen Rhodopemorpha, klassen snäckor, fylumet blötdjur och riket djur. Enligt Catalogue of Life omfattar familjen Rhodopidae 2 arter.
Rhodopidae är enda familjen i ordningen Rhodopemorpha.
Kladogram enligt Catalogue of Life:
| Rhodopidae | \| \| Helminthope \| \| \| \| \| \| Rhodope \| \| \| \| |
|            | \| \| Helminthope \| \| \| \| \| \| Rhodope \| \| \| \| |
|            | Helminthope                                             |
|            |                                                         |
|            | Rhodope                                                 |
|            |                                                         |